# À rebours
À Rebours (1884, in vertaling Tegen de keer) is een esthetiserende essay-roman geschreven door Joris-Karl Huysmans (1848-1907).

## Verhaal
Het verhaal is eenvoudig. À Rebours beschrijft het leven van Des Esseintes, een neurotische edelman die de op nuttigheid gerichte wereld van Parijs ontvlucht om ervan te genezen in een geriefelijke kluizenaarswoning op het platteland waar hij zich een kunstmatig paradijs schept. Een verfijnde kunstmatige wereld waar hij zich overgeeft aan orgieën van parfums, bloemen, likeuren, juwelen, schilderijen en boeken, in een decor van onnatuur en contemplatie. 
Hij haalt herinneringen op aan zijn verdorven jeugd. Met een sardonisch genoegen denkt hij terug aan een gedragsexperiment met een onschuldige jongen uit de volksklasse, die hij introduceerde in een wereld van luxe en genot, om hem nadien zonder pardon terug op straat te zetten in de hoop dat de jongeling spoedig een roofmoord zou begaan om zijn opgedane verslaving te financieren. De anekdote toont de voorliefde van de hoofdpersoon voor sadisme en knapenschending.
Des Esseintes walgt van de gewone realiteit en wil die dermate uit zijn bestaan verwijderen dat hij balanceert op de rand van de krankzinnigheid. Niets staat hem zo tegen als de medemens. Hij wil zelfs zijn twee uitgebluste bedienden niet zien, maar wel dienstverlening genieten. De glimp van het menselijk gezicht is een van zijn bitterste kwellingen. Als zijn twee uitgebluste bediendes hem terzijde staan, dienen zij zichzelf eerst te bedekken met vroegmiddeleeuwse begijnencapuchons.
In zijn afzondering valt hij terug op decadente verleden tijd. Hij richt zijn woning dermate verfijnd in op het vlak van kleuren en overdaad aan woonaccessoires dat het onnatuurlijk wordt. Geen hoekje of kantje mag hem aan de buitenwereld herinneren. Bloemen en planten selecteert hij op hun kunstmatigheid, hoewel ze wel echt moeten zijn. Hij verdiept zich tevens in de symboliek van aroma's.
Zijn boekenkast is het neusje van de zalm op het vlak van Latijnse werken, veelal in de eerste druk, geschreven tijdens de ondergang van het Romeinse Rijk. Tussen het einde van de tiende eeuw en de negentiende eeuw (D'Aurevilly, Baudelaire, Verlaine) is er een gat in zijn bibliotheek.
De visuele metafoor van zijn afkeer voor de natuurlijke orde is een grote levende schildpad bezet met zware diamanten, die uiteindelijk bezwijkt onder het gewicht van de stenen.
Huysmans beschrijft gedetailleerd Des Esseintes' neurose die van in het begin al vergevorderd is. De kwaal verergert steeds meer in zijn gewatteerde universum. Uiteindelijk vlucht hij, ontdaan van illusies, terug naar de maatschappij, die hem in eerste instantie verjoeg. Hij bekeert zich tot een reactionaire vorm van Rooms-Katholicisme, zijn laatste vluchtheuvel tegen de door hem zo verafschuwde burgerlijke orde. Zijn “bekering” is geen afscheid van het decadentisme, eerder de ultieme expressie hiervan.
De beschrijving van een van de drie keren dat hij uit zijn isolement ontsnapt, de geplande reis naar Engeland, heeft Huysmans beroemd gemaakt :
In een café, Engelse stijl, een Franse pub, wacht hij de trein af die hem naar de haven zal brengen. De regen gutst neer, het Parijse weer heeft zich al aan het verwachte Engelse klimaat aangepast. Gezeten in de gelagkamer met Engelse port, Engels vruchtengebak en een stevig stuk Stilton-kaas soest Des Esseintes weg. Hij heeft nog net tijd een kaartje te nemen en zijn bagage aan te geven. Maar tegenzin overvalt hem, hij gelast de reis af en in een koets thuisgekeerd, laadt hij zijn bagage uit, moe maar voldaan alsof hij van de lange reis was teruggekomen.
Het boek moet het vooral hebben van de beschrijvingen, en niet zozeer van de spanning van het verhaal. Hoewel bij anderen blijft Des Esseintes alleen over, met zichzelf, opgesloten met/in zijn ziekte.

## Betekenis

### Algemeen
Het individualistisch tegenontwerp van de kunstenaar laat niet alleen zien dat de poging voor zichzelf een hemel in te richten naar een hel leidt, maar dat de poging alles uit de mens te doen voorkomen (antropocentrisme) uiteindelijk eindigt in spleen, existentiële verveling.

### Decadentisme toegepast
À Rebours wordt gezien als de bijbel van wat de 'decadente' literatuur wordt genoemd. Huysmans brak ermee met het naturalisme en schreef ongewild het werk dat Oscar Wilde inspireerde tot The Picture of Dorian Gray. Huysmans' werk was prominent aanwezig op de hoorzittingen van de rechtszaak die rond de eeuwwisseling tegen Wilde liep over zijn homoseksualiteit. Het boek is geïnspireerd door de Markies de Sade, Charles Baudelaire en Émile Zola terwijl André Breton À Rebours zag als de voorloper van het surrealisme.
De hoofdpersoon, hertog Jean Floressas des Esseintes, voldoet aan het eerste kenmerk van het decadentisme : hij is 'van adellijk geslacht', hoeft niet te werken voor zijn geld en verafschuwt wie dat wel moet doen. Hij is het prototype van de door Nietzsche zo verafschuwde decadent. Hij trekt zich terug uit de wereld en is ziek, zwak en voortdurend misselijk. Hij stopt zijn overblijvende energie in activiteiten die alle heersende opvattingen tegenspreken. Tegen de natuur, tegen de stroom, tegen de keer in.
In À Rebours is de kunst om de kunst opvatting, een tweede kenmerk van decadentisme, duidelijk aanwezig, en wordt gecombineerd het derde kenmerk : anti-natuur en perversie. Landschappen horen aan de muur te hangen, en tegen het einde van het boek neemt hij alleen nog medicijnen. Zijn dokter weet dat dit hem zal fataal worden maar ziet dat Des Esseintes' waanzin al zover gevorderd is dat protesteren niet meer helpt.
Des Esseintes is een decadent met een religieuze inslag. Hij raakt niet alleen geobsedeerd door esthetische verfijning, maar ook de pervertering van objecten die traditioneel in een katholieke eredienst gebruikt worden spreekt hem aan. Sadisme, wellust en religie zijn tot een heilige Drievuldigheid samengesmolten in zijn gewatteerde, ontvolkte universum.
Een vierde kenmerk van het decadentisme, fragmentatie, merkt de lezer in de opdeling in afzonderlijke hoofdstukken, die niet echt een verhaal vormen.
- Bibliothèque nationale de France: cb12079405w (data)